# خدش الحياء (جريمة)
خدش الحياء العام (بالإنجليزية: Outraging public decency) هو جريمة قانونية في بعض النظم القضائية، تُرتكب حين يصدر عن شخص فعل علني فاحش أو مخل بالآداب العامة، بحيث يُعد مهينًا أو غير مقبول في نظر المجتمع، دون حاجة لأن يكون موجّهًا لشخص بعينه.

## الجريمة والعقوبات
يعرف قانوناً «خدش الحياء العامّ» بأنه كل قولٍ أو فعلٍ مُخِلّ بالآدابِ العامة أو يستهينُ بمكارمِ الأخلاق، ويشمل نشر الصور أو الأفلام الفاضحة أو التلفظ بالألفاظ النابية في مكانٍ عامّ أو عبر وسائل الاتصالات. في العديد من الدول، تُعتبر الأفعال التي تُصنف «خادشة للحياء» جرائم يعاقب عليها القانون، خاصة إذا وقعت في أماكن عامة أو كانت موجهة إلى العامة. تتفاوت العقوبات بحسب طبيعة الفعل، ودرجة خدشه للحياء، وسياق وقوعه. على سبيل المثال:
- في بعض البلدان العربية، يُجرم القانون خدش الحياء العام بعقوبات تصل إلى السجن أو الغرامة.
- قد تُعتبر الكتابات أو الصور على وسائل التواصل الاجتماعي مشمولة ضمن هذا التصنيف، في حال رآها الجمهور واعتُبرت غير لائقة.

### في القانون الإسلامي
لا توجد نصوص جزائية في الفقه الإسلامي تصف جرمًا محددًا باسم «خدش الحياء»، ويُعاقب عليه بالتعزير، حسب تقدير القاضي، صوناً للمجتمع.

### جمهورية مصر العربية
تندرج الأفعال المخلة بالحياء العام تحت أحكام قانون العقوبات المصري الصادر بالقانون رقم 58 لسنة 1937، وأبرز المواد:
المادة 278: «كل من ظهر في الطريق العام ما يخل بالحياء العام من أفعال أو لغة يُعاقب بالحبس مدة لا تقل عن ستة أشهر وبغرامة لا تقل عن خمسين جنيهًا ولا تزيد على مائة جنيه، أو بإحدى هاتين العقوبتين».
المادة 306: «كل من طبع أو صور أو وزع بأي وسيلة من الوسائل صورًا أو كتابات منافية للآداب العامة يُعاقب بالحبس مدة لا تزيد على خمسة أعوام».

#### المملكة الأردنية الهاشمية
ينظم قانون العقوبات الأردني الصادر بالقانون رقم 16 لسنة 1960 جرائم الأفعال المنافية للحياء: المادة 314: «كل من ارتكب فعلًا فاحشًا في موضع عام أو بوجه مرئي للناس ويخل بالحياء العام يُعاقب بالحبس مدة لا تجاوز ثلاث سنوات».

#### المملكة العربية السعودية
يشمل النظام الجزائي السعودي المواد المتعلقة بالآداب العامة:
المادة 152: «يعاقب بالسجن مدة لا تزيد على عام وبغرامة لا تزيد على خمسين ألف ريال كل من ارتكب أفعالًا مخلة بالحياء في موضع عام».

#### المملكة المغربية
يُعاقب بمقتضى قانون العقوبات المغربي على الأفعال التي تُخل بالحياء:
الفصل 483: «يعاقب بالحبس من شهرين إلى سنتين وبغرامة من 200 إلى 2000 درهم كل من ارتكب فعلًا فاحشًا في مكان عمومي».
الفصل 484: «يعاقب بعقوبة مشددة إذا كان الفعل يستهدف قاصرين أو إذا تكرر الجرم».

#### الكويت
يشتمل قانون الجزاء الكويتي على نصوص لمعاقبة الأفعال المنافية للحياء: المادة 209: «يعاقب بالحبس مدة لا تزيد على ثلاث سنوات وبغرامة لا تتجاوز ثلاثة آلاف دينار كل من ارتكب عملاً فاحشًا في مكان عام».

### المملكة المتحدة
في القانون العام الإنجليزي، تُعد جريمة خدش الحياء العام من الجرائم الجنائية، وتنطبق على أي فعل علني يتعارض بوضوح مع معايير الاحتشام السائدة، ويستوفي الشروط الآتية:
- أن يكون الفعل قد ارتُكب في مكان عام، أو في موضع يمكن أن يراه فيه جمع من الناس.
- أن يكون الفعل فاحشًا بطبيعته، ويُعد مهينًا للحياء العام.

لا يشترط أن يكون هناك شهود فعليين على الواقعة، ولكن يجب أن يكون بالإمكان نظريًا مشاهدتها من قِبل اثنين على الأقل من أفراد العامة.

#### إنجلترا وويلز
جريمة «Outraging public decency (خدش الحياء العام)» بموجب القانون العام، حيث تُعاقب الأفعال الفاحشة العلنية بغرامات وسنوات من الحبس.

#### هونغ كونغ
تعتمد نفس المفهوم وتصل العقوبة للحبس سبع سنوات. وتختلف العقوبات بحسب جسامة الفعل ووسيلته؛ ففي بعض الدول يُشدَّد القانون على الجرائم الإلكترونية المتعلقة بخدش الحياء عبر الشبكة الدولية، فيُعاقب مرتكبها بغراماتٍ كبيرةٍ ومدة حبس أطول، حفاظاً على القيم والأخلاق العامة وكرامة الأفراد.

## أمثلة
من الأمثلة القضائية لهذه الجريمة: ممارسة أفعال جنسية علنية، أو التعري التام في مكان عام، أو التصرفات الاستعراضية ذات الطابع الجنسي التي تُرتكب في الشوارع أو في المرافق العامة. كما قد تُستخدم هذه التهمة في بعض الحالات لتفادي ثغرات تشريعية أو عند صعوبة إثبات تهم أخرى مثل «التحرش الجنسي».

## اختلافها عن الجرائم الأخرى
تختلف جريمة خدش الحياء العام عن السلوك المخل بالنظام العام (Public order offenses)، من حيث أن الأولى تُعنى بطبيعة الفعل ذاته وخرقه للذوق العام، بينما الثانية تُركّز على تأثير الفعل على النظام العام أو إثارة الشغب.

## الحماية القانونية
لا يمكن التذرع بـ «الحرية الفردية» أو «الحق في التعبير» كتبرير لهذه الجريمة إذا تعارض الفعل مع المعايير العامة للأخلاق المتعارف عليها في المجتمع.